# إدغار إس. كوليدغ
إدغار إس. كوليدغ هو سياسي أمريكي، (و. 1855 – 1923 م). نشط حزبياً في الحزب الجمهوري. وقد انتخب عضو مجلس نواب فيرمونت ‏.